# Distretto di Gongliao
Il distretto di Gongliao (貢寮區S, Gòngliáo QūP) è un distretto della municipalità di Nuova Taipei, situata a Taiwan.